# Struthanthus costaricensis
Struthanthus costaricensis là một loài thực vật có hoa trong họ Loranthaceae. Loài này được Standl. miêu tả khoa học đầu tiên năm 1929.